# Bartley Campbell
Bartley Campbell, nato Bartley Theodore Campbell (Pittsburgh, 12 agosto 1843 – Middletown, 30 luglio 1888), è stato un giornalista e commediografo statunitense della seconda metà dell'Ottocento.
Alcuni suoi testi teatrali vennero adattati per lo schermo. Benché il linguaggio delle sue opere al giorno d'oggi venga considerato politicamente scorretto, molti suoi lavori sono ancora adesso messi in scena da compagnie teatrali statunitensi.

## Biografia
Nato a Pittsburgh, in Pennsylvania, da emigranti irlandesi, iniziò la sua carriera di scrittore nel 1858, all'età di quindici anni, trovando lavoro come reporter al Pittsburgh Post. In seguito, diventò critico teatrale per il Pittsburgh Leader. Fondò il Pittsburg Evening Mail e il Southern Monthly Magazine.

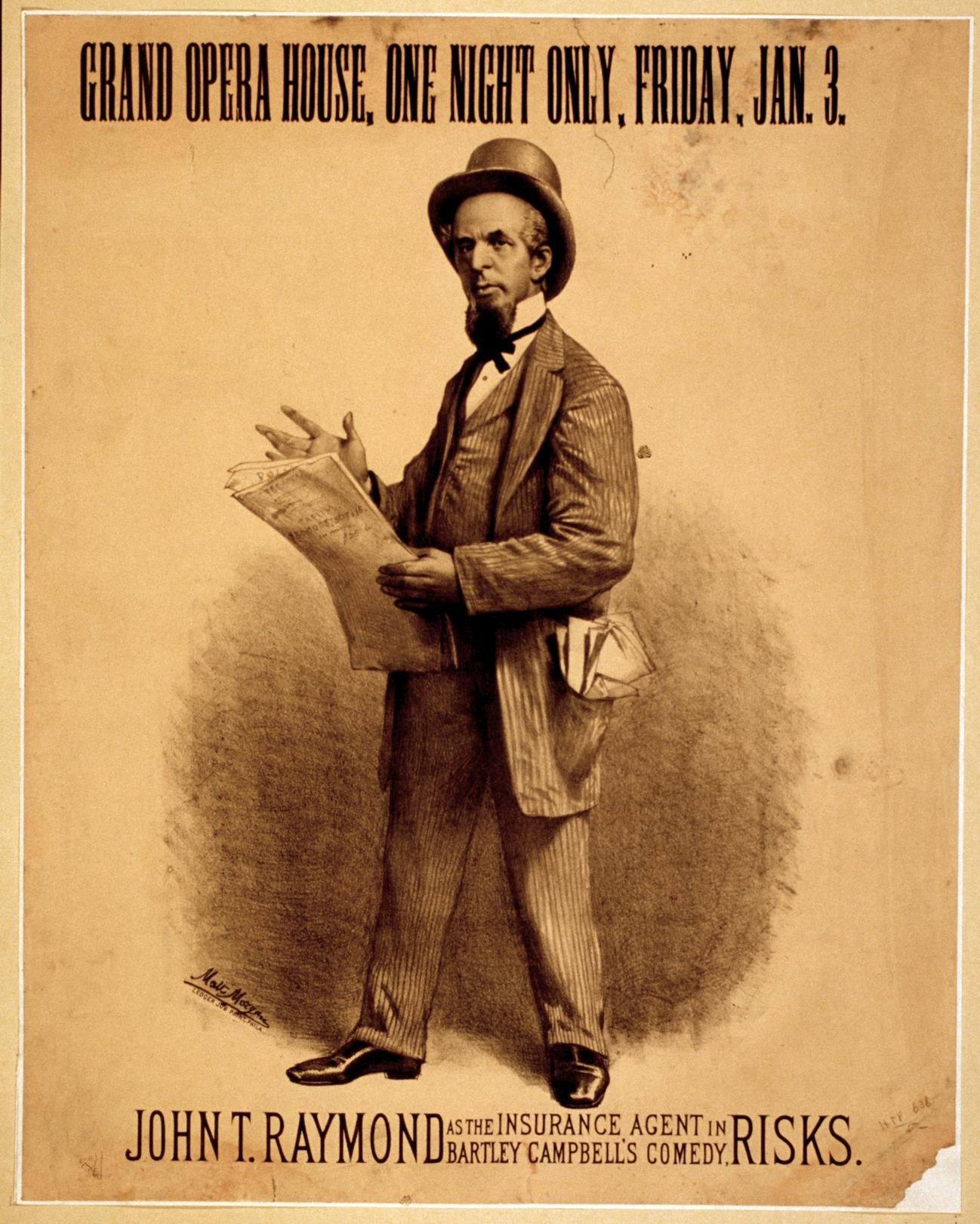
John T. Raymond in Risks (1878), di Bartley Campbell

La sua carriera di drammaturgo iniziò nel 1871, quando scrisse la commedia Through Fire: il fatto che fosse rimasta in scena per un mese lo spinse a lasciare il giornalismo e a dedicarsi alla scrittura. Fu autore di numerosi lavori teatrali rappresentati a Pittsburgh che gli diedero notorietà a livello nazionale. Diventato famoso, è ricordato per essere stato (molto probabilmente) il primo autore statunitense a essere riuscito a vivere con i proventi dalla professione di drammaturgo.

### Ultimi anni e morte
Nel 1886, Campbell venne dichiarato pazzo. Ricoverato all'Ospedale di Stato di Middletown, nello Stato di New York, vi morì il 30 luglio 1888.

## Filmografia
- The White Slave; or, The Octoroon, regia di James Young (1913)
- The Galley Slave, regia di J. Gordon Edwards (1915)
- My Partner, regia di Mr. Sanger (1916)
- The Crucible of Life, regia di Harry Lambart (1918)
- Siberia, regia di Victor Schertzinger (1926)